# Alexei Filippenko
Alexei Vladimir Filippenko (Oakland, California, 25 de julio de 1958) es un astrofísico y profesor de astronomía estadounidense en la Universidad de California en Berkeley. Filippenko obtuvo un Bachelor of Arts en física en la Universidad de California en Santa Bárbara en 1979 y un PhD en astronomía en el Instituto Tecnológico de California en 1984. Sus investigaciones se enfocan en supernovas y galaxias activas a longitudes de onda ópticas, ultravioletas y casi infrarrojas.
Filippenko fue miembro del Supernova Cosmology Project (Proyecto de cosmología supernova) y del High-z Supernova Search Team (Equipo de búsqueda de supernovas de alta z) que hacían uso de las observaciones de supernovas extragalácticas para descubrir el universo en aceleración. Esta aceleración universal implica la existencia de energía oscura y fue votada como el mayor descubrimiento científico de 1998 por la revista Science.
Filippenko desarrolló y mantiene en funcionamiento el Katzman Automatic Imaging Telescope o KAIT (Telescopio de imágenes automáticas Katzman), un telescopio completamente robótico operado por la Lick Observatory Supernova Search o LOSS (Búsqueda de supernovas del Observatorio Lick), la más exitosa búsqueda de supernovas cercanas. Además es miembro del Nuker Team (Equipo Nuker) que usa el telescopio espacial Hubble para examinar agujeros negros supermasivos y determinar la relación entre la masa del agujero negro central de una galaxia y la velocidad de dispersión. Él es el astrónomo más citado del período transcurrido entre 1996 y 2006.

## Honores y premios
Filippenko ganó el Premio Newton Lacy Pierce en Astronomía en 1992 y una Beca Guggenheim en 2000. Además de reconocimiento por su erudición, ha recibido numerosos honores por su enseñanza en pregrado, incluyendo el premio Carl Sagan Prize for Science Popularization (Premio Carl Sagan por popularización de la ciencia) en 2004. En 2006 Filippenko obtuvo el US Professor of the Year Award (Premio al profesor del año de EE. UU), patrocinado por The Carnegie Foundation for the Advancement of Teaching (Fundación Carnegie para el progreso de la enseñanza) y administrado por el Council for Advancement and Support of Education o CASE (Consejo para el progreso y apoyo de la educación).